# Escola Donya Magdalena
Escola Donya Magdalena je modernistická budova bývalé školy ve španělském Terrassa, v ulici Sant Isidre. Postavil ji roku 1912 Josep Maria Coll i Bacardí. V současné době zde sídlí městský školní úřad a obecní školní rada.
Budova je přízemní, zděná s cihlovým soklem. Významným prvkem je kruhový tvar velkých oken s geometrickou skleněnou výplní. Na levé straně školy je bývalý dům učitele, podobného typu, ale s dveřmi a okny obvyklého tvaru.
Budova je španělskou kulturní památkou lokálního významu.